# Гейл Сторм
Гейл Сторм (англ. Gale Storm; наст. имя — Джозефин Оваисса Коттл, Josephine Owaissa Cottle; 5 апреля 1922, Блумингтон, Техас — 27 июня 2009, Дэнвилл, Калифорния) — американская актриса и певица, широкую известность которой принесли роли в телевизионных шоу «Моя малышка Марджи» (My Little Марджи, 1952—1955) и «Шоу Гейл Сторм» (The Gale Storm Show, 1956—1960). Гейл Сторм имела большой успех и на музыкальной сцене; в 1955—1957 годах 10 её хитов входили в Billboard Hot 100, два из них, «I Hear You Knockin'» (1955) и «Never Leave Me» (1955) поднимались в списках до 2-го места.

## Дискография

### Синглы (избранное)
- 1955 — I Hear You Knockin' (US #2)
- 1955 — Never Leave Me (US #2)
- 1956 — Ivory Tower (US #6)
- 1956 — Memories Are Made of This (US #5)
- 1956 — Now Is the Hour (US #59)
- 1956 — Teenage Prayer (US #6)
- 1956 — Tell Me Why (US #52)
- 1956 — Why Do Fools Fall in Love? (US #9)
- 1957 — Dark Moon (US #4)
- 1957 — Lucky Lips (US #77)
- 1957 — On Treasure Island (US #74)